# Trần Văn Hiển
Trần Văn Hiển là nhà cách mạng và chính khách Việt Nam, Ủy viên Ban Chấp hành Trung ương Đảng Cộng sản Việt Nam khóa IV, Bộ trưởng Bộ Nội thương.
Ông còn có tên là Hương, người tỉnh Sơn Tây, bị bắt đầu thập kỷ 40, bị đầy đi Sơn La, sau đó đầy ra Côn Đảo (khoảng cuối 1943).
Ông được Chính quyền cách mạng đón về Nam Bộ vào tháng 9-1945. Trong kháng chiến chống Pháp, ông là Khu ủy viên Khu 9.
Năm 1954 ông tập kết ra Bắc, công tác trong ngành Thương nghiệp, kinh qua các chức vụ Tổng cục trưởng Tổng cục Lương thực ,, Thứ trưởng, Bộ trưởng Bộ Nội thương (1977 - 1981),.
Tại Đai hội Đảng IV (1976), ông được bầu vào Ban Chấp hành Trung ương Đảng Cộng sản Việt Nam.
Ông nghỉ hưu, sống tại Hà Nội.